# Galium pseudokurdicum
Galium pseudokurdicum är en måreväxtart som först beskrevs av Friedrich Ehrendorfer, och fick sitt nu gällande namn av Schönb.-tem.. Galium pseudokurdicum ingår i släktet måror, och familjen måreväxter. Inga underarter finns listade i Catalogue of Life.